# December Song
December Song er et studiealbum fra 2013 af den danske jazzguitarist Jakob Bro. Udgivelsen er den tredje og sidste i en trilogi med den legendariske amerikanske jazzsaxofonist Lee Konitz som omdrejningspunkt. De to andre udgivelser i trilogien er Balladeering (2009) og Time (2011). Trilogien er af pressen blandt andet blevet kaldt et højdepunkt i dansk jazz og et eminent værk.
Jakob Bro har for December Song modtaget Jazznytprisen 2013. Albummet blev endvidere ved Danish Music Awards Jazz 2014 nomineret til “Årets danske jazzudgivelse”.
Trilogien Balladeering, Time og December Song blev nomineret til Nordisk Råds Musikpris 2014.

## Trackliste
1. Laxness
2. Giant
3. Zygaena
4. Tree House
5. Lys
6. Kong Oscar
7. Risskov
8. Vinterhymne

## Line up
- Jakob Bro (Guitar)
- Bill Frisell (Guitar)
- Lee Konitz (Sax)
- Craig Taborn (Piano)
- Thomas Morgan (Bas)